# Creugas nigricans
Creugas nigricans är en spindelart som först beskrevs av Carl Ludwig Koch 1841.  Creugas nigricans ingår i släktet Creugas och familjen flinkspindlar. Inga underarter finns listade i Catalogue of Life.